# Герцог Ричмонд

Герб герцогов Ричмонд (креация 1675 года)

Герцог Ри́чмонд (англ. Duke of Richmond) — английский герцогский титул.
Впервые титул создан в 1525 для внебрачного сына Генриха VIII и Элизабет Блаунт, Генри Фицроя (полностью — герцог Ричмонд и Сомерсет). В 1536 году он умер в 17-летнем возрасте, и его род пресекся.
Второй раз титул герцога Ричмонда дал Яков I в 1623 году своему троюродному брату — шотландскому пэру Людовику Стюарту, герцогу Ленноксу. В следующем году Леннокс умер, и его шотландские титулы получил младший брат Эсме Стюарт, а линия английского титула прекратилась. Однако в 1641 году Карл I присвоил титул герцога Ричмонда вновь племяннику Людовика, Джеймсу, 4-му герцогу Ленноксу. В 1672 году род Стюартов-Ленноксов пресекся, а с ним прекратил наследоваться и титул герцога Ричмонда.
Нынешняя линия герцогов Ричмондов началась в 1675 году, когда король Карл II пожаловал этот титул своему внебрачному сыну от Луизы де Керуаль Чарльзу. Чарльзу была дана фамилия «Леннокс», а месяц спустя ему был также присвоен шотландский титул герцог Леннокс, таким образом, он продолжил традицию совмещения этих герцогств, ранее принятую у законных потомков Стюартов. В 1734 году его сын наследовал от бабки, королевской любовницы Луизы де Керуаль, также французский титул герцог д'Обиньи (присвоенный ей Людовиком XIV в 1673 году по просьбе Карла II). В 1876 году 6-му герцогу Ричмонду королевой Викторией был присвоен также титул герцог Гордон. Таким образом, Ричмонды одновременно носят четыре герцогских титула (из них три британских), больше, чем кто-либо в Великобритании.
Нынешний носитель титула (с 2017) — Чарльз Генри Гордон-Леннокс, 11-й герцог Ричмонд, 11-й герцог Леннокс и 6-й герцог Гордон (р. 1955).

## Носители титула
Чарльз Гордон Леннокс, пятый герцог Ричмонд (1791—1860), принимал участие в военных действиях на Пиренейском полуострове, был адъютантом герцога Веллингтона, участвовал в сражении при Ватерлоо. В 1819 году, после смерти отца, он занял место в верхней палате и примкнул к тори, но затем принял должность генерал-почтмейстера в министерстве вигов; в 1834 году отказался от этой должности, вследствие несогласия с правительством по вопросу о церковном имуществе, и с тех пор занимал в парламенте положение среднее между тори и вигами; в 1846 году энергично боролся против фритредерской торговой политики Пиля.
Сын его, Чарльз, шестой герцог Ричмонд и 1-й герцог Гордон (1818—1903), принадлежал к консервативной партии; занимал разные должности в кабинетах Дерби и Дизраэли.

## Герцоги Ричмонд

### Герцоги Ричмонд, 1-я креация (1525)
- 1525—1536: Генри Фицрой (15 июня 1519 — 22 июля 1536), 1-й герцог Ричмонд и 1-й герцог Сомерсет с 1525

### Герцоги Ричмонд, 2-я креация (1623)
- 1623—1624: Людовик Стюарт (29 сентября 1574 — 16 февраля 1624), 2-й граф и герцог Леннокс с 1583, 1-й граф Ричмонд и 1-й барон Сеттрингтон с 1613, 1-й герцог Ричмонд и 1-й граф Ньюкасл-апон-Тайн с 1623

### Герцоги Ричмонд, 3-я креация (1641)
- 1624—1655: Джеймс Стюарт (6 апреля 1612 — 30 марта 1655), 4-й граф и 4-й герцог Леннокс, 2-й граф Марч, 2-й барон Стюарт из Лейтон Бромсволт с 1624, 3-й барон Клифтон из Лейтон Бромсволт (де-юре) с 1637, 1-й герцог Ричмонд с 1641, племянник предыдущего
- 1655—1660: Эсме Стюарт (2 ноября 1649 — 10 августа 1660), 2-й герцог Ричмонд, 5-й граф и 5-й герцог Леннокс, 3-й граф Марч, 3-й барон Стюарт из Лейтон Бромсволт и 3-й лорд Клифтон из Лейтон Бромсволт с 1655, сын предыдущего
- 1660—1672: Чарльз Стюарт (7 марта 1638/1639 — 12 декабря 1672), 1-й граф Лихфилд и 1-й барон Стюарт из Ньюбери с 1645, 3-й герцог Ричмонд, 6-й граф и 6-й герцог Леннокс, 4-й граф Марч, 4-й барон Стюарт из Лейтон Бромсволт и 4-й лорд Клифтон из Лейтон Бромсволт с 1660, 11-й сеньор Обиньи с 1668, внук Эсме Стюарта, 3-го герцога Леннокса

### Герцоги Ричмонд, 4-я креация (1675)
- 1673—1723: Чарльз Леннокс (29 июля 1672 — 27 мая 1723), 1-й герцог Ричмонд, 1-й герцог Леннокс и 1-й герцог Обиньи, 1-й граф Марч, 1-й граф Дарнли, 1-й барон Сеттрингтон, 1-й лорд Торбоултон с 1675
- 1723—1750: Чарльз Леннокс (18 мая 1701 — 8 августа 1750), 2-й герцог Ричмонд, 2-й герцог Леннокс, 2-й граф Марч, 2-й граф Дарнли, 2-й барон Сеттрингтон, 2-й лорд Торбоултон с 1723, 2-й герцог Обиньи с 1734, сын предыдущего
- 1750—1806: Чарльз Леннокс (22 февраля 1734/1735 — 29 декабря 1806), 3-й герцог Ричмонд, 3-й герцог Леннокс и 3-й герцог Обиньи, 3-й граф Марч, 3-й граф Дарнли, 3-й барон Сеттрингтон, 3-й лорд Торбоултон с 1750, сын предыдущего
- 1806—1819: Чарльз Леннокс (9 декабря 1764 — 28 августа 1819), 4-й герцог Ричмонд, 4-й герцог Леннокс и 4-й герцог Обиньи, 4-й граф Марч, 4-й граф Дарнли, 4-й барон Сеттрингтон, 4-й лорд Торбоултон с 1806, племянник предыдущего
- 1819—1860: Чарльз Гордон-Леннокс (3 августа 1791 — 21 октября 1860), 5-й герцог Ричмонд, 5-й герцог Леннокс и 5-й герцог Обиньи, 5-й граф Марч, 5-й граф Дарнли, 5-й барон Сеттрингтон, 5-й лорд Торбоултон с 1819, сын предыдущего
- 1860—1903: Чарльз Генри Гордон-Леннокс (27 февраля 1818 — 27 сентября 1903), 6-й герцог Ричмонд, 6-й герцог Леннокс и 6-й герцог Обиньи, 6-й граф Марч, 6-й граф Дарнли, 6-й барон Сеттрингтон, 6-й лорд Торбоултон с 1860, 1-й герцог Гордон и 1-й граф Кинрара с 1876, сын предыдущего
- 1903—1929: Чарльз Генри Гордон-Леннокс (27 декабря 1845 — 18 января 1928), 7-й герцог Ричмонд, 7-й герцог Леннокс, 7-й герцог Обиньи, 2-й герцог Гордон, 7-й граф Марч, 7-й граф Дарнли, 2-й граф Кинрара, 7-й барон Сеттрингтон, 7-й лорд Торбоултон с 1903, сын предыдущего
- 1929—1935: Чарльз Генри Гордон-Леннокс (30 декабря 1870 — 7 мая 1935), 8-й герцог Ричмонд, 8-й герцог Леннокс, 8-й герцог Обиньи, 3-й герцог Гордон, 8-й граф Марч, 8-й граф Дарнли, 3-й граф Кинрара, 8-й барон Сеттрингтон, 8-й лорд Торбоултон с 1929, сын предыдущего
- 1935—1989: Фредерик Чарльз Гордон-Леннокс (5 февраля 1904 — 2 ноября 1989), 9-й герцог Ричмонд, 9-й герцог Леннокс, 9-й герцог Обиньи, 4-й герцог Гордон, 9-й граф Марч, 9-й граф Дарнли, 4-й граф Кинрара, 9-й барон Сеттрингтон, 9-й лорд Торбоултон с 1935, сын предыдущего
- 1989—2017: Чарльз Генри Гордон-Леннокс (19 сентября 1929 — 1 сентября 2017), 10-й герцог Ричмонд, 10-й герцог Леннокс, 10-й герцог Обиньи, 5-й герцог Гордон, 10-й граф Марч, 10-й граф Дарнли, 4-й граф Кинрара, 10-й барон Сеттрингтон, 10-й лорд Торбоултон с 1989, сын предыдущего
- с 2017: Чарльз Гордон-Леннокс (род. 8 января 1955), 11-й герцог Ричмонд, 11-й герцог Леннокс, 11-й герцог Обиньи, 6-й герцог Гордон, 11-й граф Марч, 11-й граф Дарнли, 5-й граф Кинрара, 11-й барон Сеттрингтон, 11-й лорд Торбоултон с 2017, сын предыдущего
  - Наследник титула: Чарльз Генри Гордон-Леннокс, граф Марч и Кинрара (род. 20 декабря 1994), старший сын предыдущего.

## Герцоги Ричмонды в искусстве
- «Аристократы[англ.]» — исторический мини-сериал производства BBC.